# Messias

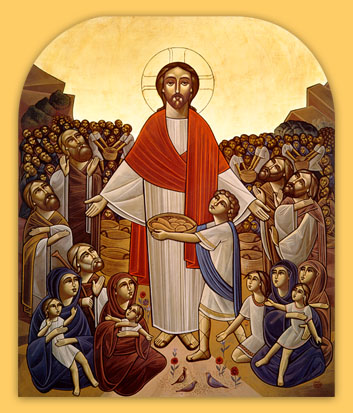
Enligt kristen tro är Jesus den utlovade Messias, Kristus.

Messias (hebreiska: מָׁשִיַח, Mašíaḥ, arameiska: משיחא, arameiska/syriska: ܡܫܺܝܚܳܐ, Məšîḥā, latin: Messias); titel med betydelsen "smord"/"den smorde" från hebreiskans mashach (att smörja) efter den gammaltestamentliga seden att smörja kungar med olja som en del av deras kröning. Många av världens religioner (även de icke-abrahamitiska) bär med sig ett hopp om en framtida heroisk figur som kommer att rädda de rättfärdiga, döma de onda och skapa fred i världen (Saoshyant i zoroastrismen, Krishna i hinduismen, Maitreya i buddhismen, Kristi andra ankomst i kristendomen, Mahdi i islam). I judendomen har denna person titeln Messias. Kristna tror att Messias har kommit i form av Jesus från Nasaret. Judarna tror inte att Jesus var Messias, med undantag för en grupp som kallar sig messiastroende judar.

## Judendomen: Messias är en mänsklig ledare
Inom judendomen är Messias en mänsklig ättling till kung David, men en mycket speciell människa med ledaregenskaper och makt given honom av Gud, för han skall återupprätta Davids rike och skapa världsfred. Kristna tror att Jesus Kristus är den väntade Messias. Ordet Kristus (grekiska: Χριστός, Christos, "smord") är en bokstavlig översättning av ordet Mašíaḥ. I Jesaja (45:1–6) beskrivs perserkungen Kyros II som messias.[källa behövs]
I Tanakh används termen Messias först om den israelitiske kungen och översteprästen. Under trycket av de olyckor som drabbade Israel (Nordrikets undergång och den babyloniska fångenskapen) knöts eskatologiska förhoppningar till en kommande kung och räddare. Messias tid skulle bli tiden för Guds rike. Förhoppningarna knöts inte enbart till en person utan även till en ny tidsålder, med räddning ur nöden och fullkomlig rättvisa. Gång på gång utlovade profeterna Messias ankomst.[källa behövs]
Tanakh ger flera specifikationer om vem Messias kommer att bli. Han kommer att vara en ättling till kung David (2 Sam 7:12–13, Jeremia 23:05), observant på judisk lag (Jesaja 11:2–5) och rättfärdig domare (Jeremia 33:15). Judarna tror inte att Messias kommer att vara gudomlig. En grundläggande skillnad mellan judendom och kristendom är den judiska övertygelsen att Gud är så väsensskild från och bortom mänskligheten att han aldrig skulle kunna bli en människa.
Dessutom finner judarna ingen grund i skrifterna för en tro på en övernaturlig Messias. De passager i Bibeln som av kristna ses som antydningar om, eller bevis för, en gudomlig Messias, betraktas av judarna som textavsnitt som på olika sätt berättar om Israels folk. I allmänhet brukar endast följande avsnitt accepteras som en hänvisning till Messias:
Jesaja 2, 11, 42, 59:20
Jeremia 23, 30, 33, 48:47, 49:39
Hesekiel 38:16
Hosea 3:4 till 3:5
Mika 4
Sefanja 3:9
Sakarja 14:9
Daniel 10:14

## Kristendomen: Messias är Gud i dennes mänskliga form Jesus
Enligt kristen tro har detta löfte gått i uppfyllelse med Jesus Kristus. I Nya Testamentet är "Messias" Jesu vanligaste hederstitel, trots att han själv aldrig sägs bruka ordet om sig själv (däremot Människosonen och Sonen). I Uppenbarelseboken förekommer även titeln Lejonet av Juda stam. 
Simon Petrus är den som först bekänner att Jesus är Messias (Markusevangeliet 8:29). Jesus förbjöd då lärjungarna att säga det till någon.